# Anaxipha papuana
Anaxipha papuana är en insektsart som beskrevs av Lucien Chopard 1951. Anaxipha papuana ingår i släktet Anaxipha och familjen syrsor. Inga underarter finns listade i Catalogue of Life.